# Neelus murinus
Neelus murinus is een springstaartensoort uit de familie van de Neelidae. De wetenschappelijke naam van de soort is voor het eerst geldig gepubliceerd in 1896 door Folsom.